# 캄데시 전투

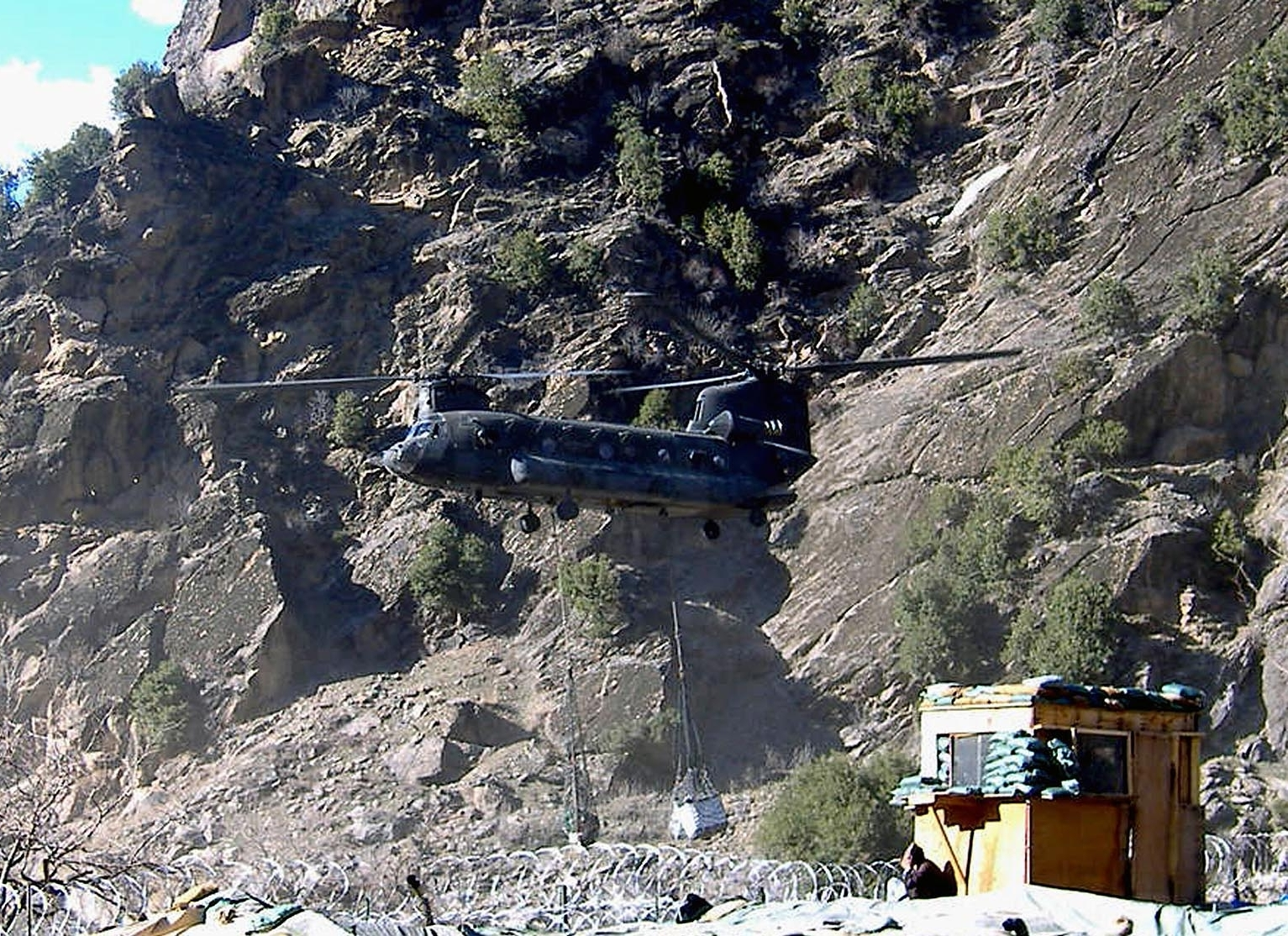

캄데시 전투는 아프가니스탄 전쟁 중에 일어났다. 2009년 10월 3일, 300명의 탈레반 부대가 아프가니스탄 동부 누리스탄 주의 캄데시 마을 근처에 있는 미군 키팅 전초기지(COP, Combat Outpost)를 공격했다.

## 역사
이번 공격은 2008년 7월 캄데시에서 20마일(32km) 떨어진 와낫(Wanat) 전투 이후 미군이 벌인 가장 치열한 전투였다. 키팅 COP에 대한 공격으로 8명의 미국인이 사망하고 27명이 부상당했으며 탈레반은 150명이 사망한 것으로 추정된다.
전투 결과 키팅 전초기지는 부분적으로 공격을 받아 거의 파괴될 뻔했다. 531–41 관측소("OP") Fritsche가 동시에 공격을 받아 해당 위치에서 사용 가능한 지원이 제한되었다. 연합군은 전투 직후 기지에서 철수했다. 전투가 시작되기 얼마 전에 의도적인 철수를 계획했으며, 폐쇄는 아프가니스탄의 최고 사령관인 스탠리 맥크리스털(Stanley McChrystal) 장군이 원격 전초 기지를 양도하고 아프가니스탄 민간인을 더 잘 보호하기 위해 인구가 많은 지역에 군대를 통합하려는 광범위한 노력의 일부였다. 미국인들은 전초기지가 폐쇄되고 철수했다고 선언했다. 너무 빨리 철수해서, 저장된 탄약을 모두 소진하지 못했다. 전초기지의 창고는 남겨진 치명적인 탄약을 파괴하려는 노력의 일환으로 반군에 의해 즉시 약탈되었고 미국 항공기에 의해 폭격되었다.
조사 후, 지휘계통에 있는 4명의 장교는 기지를 적절하게 지원하지 못했다는 이유로 징계를 받았다. 8명의 비행사는 기지 방어를 도운 공로로 공훈훈장을 수여받았다. 클린턴 로메샤(Clinton Romesha) 병장과 타이 카터(Ty Carter) 병장은 전투 중 그들의 행동으로 명예 훈장을 받았다.

## 전투
키팅 전초기지에는 미군 79명, 아프가니스탄군 42명, 라트비아인 2명이 있었고, 이를 300-400명의 탈레반 군대가 공격했다. 공격 직후 아프가니스탄 정부군은 대부분 도주했다.주력 부대는 제4보병사단 제4여단 제61기병연대 3대대 B중대 54명이었다. 브라보 중대장은 스토니 포티스 대위였다.
키팅 전초기지는 중대규모, 근처에서 키팅을 지원하는 프리체 전초기지는 소대규모였다. 2대의 F-15E 전투기가 거의 8시간 동안 19대의 다른 항공기의 공습을 조정하는 것을 도왔다. 키팅 전초기지에서 180 km 떨어진 바그람 공군기지에서 이륙했다.

## 결과
미군 8명이 사망하고 27명이 부상당했다. 8명의 아프가니스탄 군인과 2명의 아프가니스탄 민간 경비원이 부상을 입었다. 미군은 공격을 격퇴한 결과 150명의 탈레반 무장세력도 사망한 것으로 추산했다.
미군은 이미 인구 밀도가 높은 지역으로 병력을 이동시키기 위한 계획의 일환으로 해당 지역에서 철수할 계획을 세웠으므로 공격이 발생했을 때 기지 폐쇄가 임박해 있었다. 탈레반의 공격으로 이러한 철수 계획을 앞당겼다. 전투 후 군대가 너무 빨리 전초기지를 떠나서 일부 탄약을 포기했다. 전초기지의 창고는 탈레반 반군에 의해 즉시 약탈되었고 10월 6일 B-1 폭격기의 폭격을 받아 남겨진 치명적인 탄약을 파괴했다.
10월 5일과 6일에 연합군은 전초기지를 공격한 탈레반 군대의 위치를 파악하고 파괴했다.

## 징계
부적절한 지휘체계의 책임을 물어 네 명의 육군 장교를 징계했다. 멜빈 포터 대위, 스토니 포티스 대위, 로버트 브라운 중령, 랜디 조지 대령
캄데시 전투 조사단은 기지의 방어력을 개선하지 못한 육군 지휘부의 잘못으로 결론을 내렸으며, 방어가 불가능한 전초기지들을 폐쇄할 것을 권고했다.

## 명예훈장
한 전투의 두 생존 병사가 명예훈장을 받은 건 베트남 전쟁 이후 50여 년만이었다. 클린턴 로메샤(Clinton Romesha) 병장과 타이 카터(Ty Carter) 병장이 버락 오바마 대통령으로부터 명예훈장을 받았다.
버락 오바마 대통령은 캘리포니아주(州) 출신의 클린턴 로메샤(32) 전 육군 하사와 가족을 백악관으로 초청해 명예훈장을 직접 수여했다.
로메샤는 이라크·아프가니스탄 참전용사 가운데 생존자로는 4번째로 명예훈장를 받게 됐다.
로메샤가 입대 초기에 독일에서 근무한 뒤 한국 동두천에 있는 캠프 케이시(Camp Casey)의 육군 제2보병사단 제72기갑연대에서 근무했으며, 대한민국 국방 근무 기장(en:Korea Defense Service Medal) 등을 받았다.

## 영화
2020년에 캄데시 전투를 소재로 한 영화 아웃포스트가 개봉했다.

## 같이 보기
- 3234고지 전투